# Cécilia Ragueneau
Pour les articles homonymes, voir Ragueneau.
Cécilia Ragueneau, né le 22 mai 1973, est une dirigeante de télévision française.
Elle est directrice générale d'i>Télé, la chaîne d'information du groupe Canal+ de janvier 2012 à septembre 2015.

## Biographie
Cécilia Ragueneau est titulaire d’un DESS Marketing obtenu à l'université Panthéon-Sorbonne et diplômée de l’European Business School. Après avoir travaillé cinq ans dans divers instituts d’études et de conseil, elle rejoint le groupe Canal+ en 2000, au poste de responsable des études du pôle « Distribution ». En 2003, elle devient directrice des études de ce même département avant de diriger le marketing du pôle édition en 2005. Elle contribue notamment au développement éditorial de la chaîne Canal+ et des télévisions thématiques du groupe. En 2008, Cécilia Ragueneau est nommée directrice des « nouveaux contenus », chargée du développement des activités Internet. En juin 2011, elle est nommée directrice générale adjointe de la chaîne d'information i>Télé dont elle prend la tête à partir de janvier 2012, en remplacement de Pierre Fraidenraich, qui devient directeur des acquisitions du pôle sport de Canal+, fonction qu'elle occupe jusqu'au 4 septembre 2015, date ou elle quitte également le groupe Canal+.
Le 19 décembre 2014, Cécilia Ragueneau et Céline Pigalle, directrice de la rédaction prennent la décision de mettre fin à leur collaboration avec le journaliste Éric Zemmour, à la suite de l'interview que celui-ci a donnée au journal italien Corriere della Sera. En novembre 2016, iTélé est condamnée à verser 50 000 euros à Éric Zemmour pour « rupture brutale et abusive du contrat, sans préavis et sans invoquer aucun manquement contractuel ».
En septembre 2015, elle quitte avec Céline Pigalle, la direction d'i-Télé.
En janvier 2017, Cécilia Ragueneau rejoint RMC pour prendre la direction générale de la station. À la rentrée 2018, elle décide de quitter cette direction générale pour un poste de dirigeante au sein d'une société d'étude et de conseil internationale.
Le 4 mai 2020, Cécilia Ragueneau remplace Serge Schick en devenant directrice des marques et du développement de Radio France.